# فرنسوا دوفور
فرنسوا دوفور (بالفرنسية: François Dufour)‏ (و. 1824 – 1897 م) هو سياسي، من فرنسا، توفي عن عمر يناهز 73 عاماً.

## مناصب
تولى منصب عضو الجمعية الوطنية الفرنسية، ورئيس بلدية.